# Androcymbium scabromarginatum
Androcymbium scabromarginatum är en tidlöseväxtart som beskrevs av Rudolf Schlechter och Kurt Krause. Androcymbium scabromarginatum ingår i släktet Androcymbium och familjen tidlöseväxter. Inga underarter finns listade i Catalogue of Life.